# Sialis jianfengensis
Sialis jianfengensis là một loài côn trùng trong họ Sialidae thuộc bộ Megaloptera. Loài này được D. Yang et al. miêu tả năm 2002.